# Żyraków (gmina)
Żyraków (do 1948 gmina Straszęcin) – gmina wiejska w województwie podkarpackim, w powiecie dębickim. Przed 1945 rokiem teren obecnej gminy Żyraków należał do województwa krakowskiego, po zakończeniu II wojny światowej weszła w skład nowo utworzonego województwa rzeszowskiego. W latach 1975–1998 gmina administracyjnie należało do niewielkiego województwa tarnowskiego. 
Siedziba gminy to Żyraków.
Według danych z 31 grudnia 2010 roku gminę zamieszkiwało 13 768 osób. Natomiast według danych z 31 grudnia 2017 roku gminę zamieszkiwało 13 961 osób.

## Struktura powierzchni
Według danych z roku 2002 gmina Żyraków ma obszar 110,29 km², w tym:
- użytki rolne: 82%
- użytki leśne: 9%

Gmina stanowi 14,21% powierzchni powiatu.

## Demografia

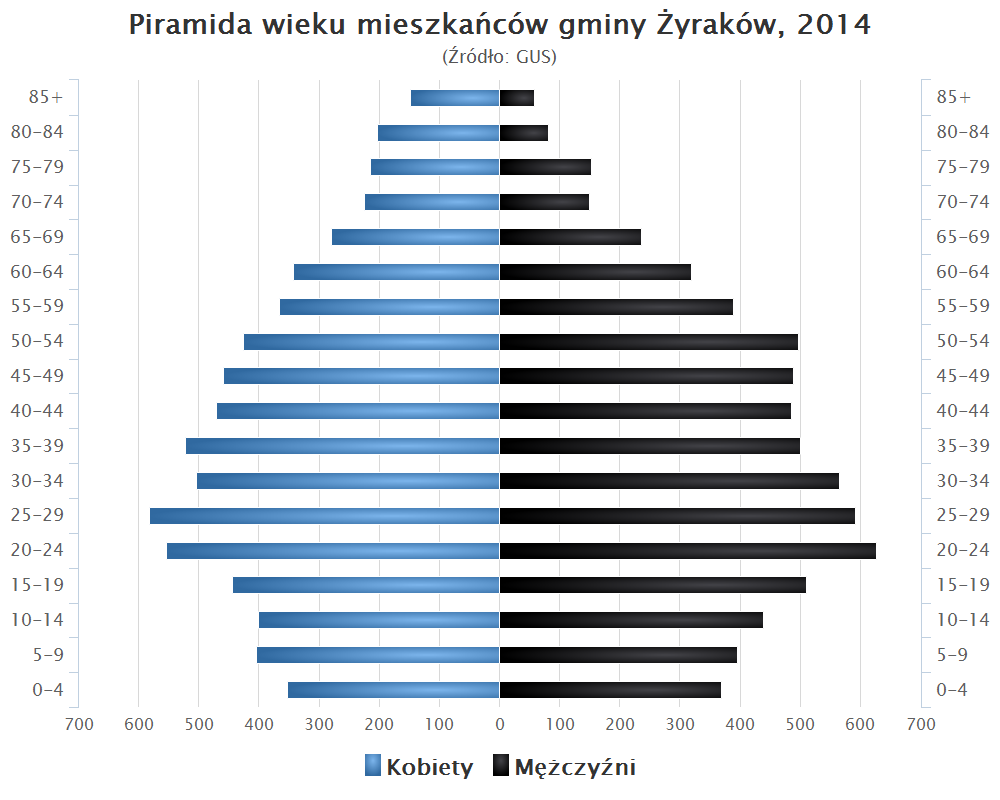
Piramida wieku mieszkańców gminy Żyraków w 2014 roku

Dane z 30 czerwca 2004:
| Opis                              | Ogółem | Ogółem | Kobiety | Kobiety | Mężczyźni | Mężczyźni |
| --------------------------------- | ------ | ------ | ------- | ------- | --------- | --------- |
| jednostka                         | osób   | %      | osób    | %       | osób      | %         |
| populacja                         | 13 214 | 100    | 6619    | 50,1    | 6595      | 49,9      |
| gęstość zaludnienia (mieszk./km²) | 119,8  | 119,8  | 60      | 60      | 59,8      | 59,8      |

## Sołectwa
Bobrowa, Bobrowa Wola, Góra Motyczna, Korzeniów, Mokre, Nagoszyn, Straszęcin, Wiewiórka, Wola Wielka, Wola Żyrakowska, Zasów, Zawierzbie, Żyraków.

## Sąsiednie gminy
Czarna, Dębica, Dębica, Przecław, Radomyśl Wielki